# Скунсові
Ску́нсові (Mephitidae) — родина ссавців ряду хижих. До недавнього часу скунсових відносили до родини куницевих на правах окремої підродини Mephitinae, однак молекулярні дослідження дали підставу виокремити їх у власну родину. Найдавніші викопні рештки скунсових походять з раннього міоцену Європи.

## Опис
Скунсів легко розпізнати по характерному забарвленню, що складається з білих смуг або плям на темному фоні. Так, для представників роду Скунс (Mephitis) характерні широкі білі смуги на спині, що йдуть від голови до кінчика хвоста. Яскраві узори служать попередженням можливим хижакам. Характерна риса скунсових — запахові анальні залози, які виділяють їдку речовину із стійким огидним запахом. Скунсові здатні вибризкувати струмінь секрету на відстань 1–6 м. У всіх скунсових міцна будова, пухнастий хвіст і короткі кінцівки з сильними кігтями, пристосованими для риття. 
Найменші в родині — «плямисті скунси» (Spilogale), їх вага становить від 200 г до 1 кг. Види роду Conepatus — найбільші, їх вага досягає 4,5 кг.
Скунсові переважно всеїдні, вони споживають рослини, комах та інших дрібних безхребетних і дрібних хребетних тварин, таких як змії, птахи та гризуни.

## Середовище проживання
Види роду Mydaus мешкають в Індонезії, Малайзії та Філіппінах, решта — від Канади до Південної Америки. 
Члени родини можуть бути знайдені в різних місцях проживання: відносно відкриті ліси, сільськогосподарські угіддя, луки, відкриті поля й скелясті гірські ділянки. Mydaus можуть навіть витратити частину свого часу в печерах. Скунсові, як правило, не зустрічаються в дуже густих лісах або водно-болотних угіддях. Протягом дня скунсові знаходять притулок в норах або під прикриттям каменів або колод. Вони можуть рити нори самі, або можуть використовувати нори інших видів. Деякі тварини спритні дереволази (наприклад, Spilogale).

## Родовий склад
У складі родини Скунсових (Mephitidae) — чотири роди (у дужках — назви родів, кальковані з англійської, а також наукові назви видів):
- Conepatus Gray, 1837 («свинорилі скунси») (види: Conepatus chinga, Conepatus leuconotus, Conepatus humboldtii, Conepatus semistriatus)
- Mephitis É. Geoffroy Saint-Hilaire, F. G. Cuvier, 1795 («звичайні скунси») (види: Mephitis macroura, Mephitis mephitis)
- Mydaus (види: Mydaus javanensis, Mydaus marchei)
- Spilogale Gray, 1865 («плямисті скунси») (види: Spilogale gracilis, Spilogale gracilis, Spilogale putorius)